# Kiswahili sanifu
Le kiswahili sanifu est la variante standard du kiswahili ou swahili. L'entreprise de standardisation et de normation de la langue swahilie a trouvé une première réalisation majeure en 1939 sous la forme de la publication du dictionnaire de swahili standard de Johnson et Madan. Le standard évolue depuis et il demeure la norme en vigueur au Kenya et en Tanzanie. Ce sur le plan lexical, mais surtout par les choix retenus à l'époque dans la phonologie, la morphologie et la syntaxe du standard qui se sont fondés majoritairement sur le dialecte kiunguja du kiswahili de Zanzibar. Des dialectes plus littéraires du kiswahili comme le kiamu, le kimvita et d'autres du Nord n'ont pas été retenus.

## Ouvrages
(août 2025).
- Shihabdin Chiraghdin et Mathias E. Mnyampala. Historia ya Kiswahili. Oxford University Press, 1977.
- JOHNSON, Frederick. À standard Swahili-English dictionary:(founded on Madan's Swahili-English dictionary). Oxford University Press, 1939.
- LENSELAER, Alphonse et JOHNSON, Frederick. Dictionnaire swahili-français. Éditions Karthala, 1983. (NB: Le R.P. Lenselaer a traduit en français le dictionnaire de Johnson et Madan et lui a ajouté des entrées en kingwana, variante congolaise du kiswahili.)